# Tiamazol
Tiamazol (łac. thiamazolum) – wielofunkcyjny organiczny związek chemiczny, heteroaromatyczna, pięcioczłonowa pochodnia tiomocznika o szkielecie imidazolu. Stosowany w leczeniu nadczynności tarczycy.

## Struktura
Cząsteczka tiamazolu jest płaska i ma charakter aromatyczny. Może występować w postaci pozostających ze sobą w równowadze dwóch tautomerów, tiolo i tiono. Wykazano, że w fazie gazowej i stałej oraz w roztworze dominuje forma tiono.

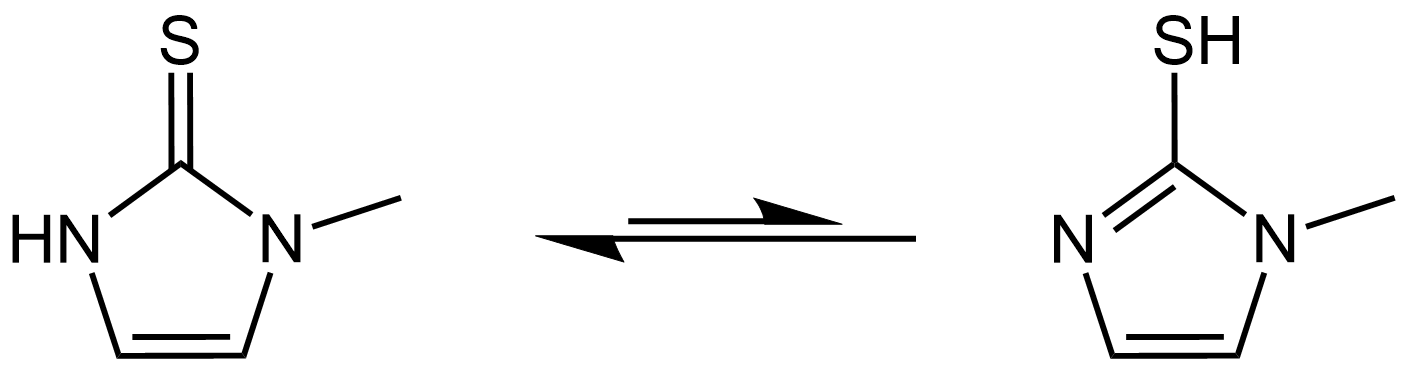
Tautomeria tiono (po lewej) – tiolo (po prawej) tiamazolu

## Mechanizm działania biologicznego
Tiamazol hamuje wbudowywanie jodu do tyrozyny w tyreoglobulinie i sprzęganie cząsteczek 3-jodotyrozyny i 3,5-dijodotyrozyny, co w efekcie końcowym prowadzi do zmniejszenia produkcji hormonów tarczycy.

## Zastosowanie medyczne

### Polska
- nadczynność tarczycy[7]
- przełom tarczycowy hipermetaboliczny[7]
- przygotowanie do zabiegu wycięcia tarczycy[7]
- wspomaganie leczenia jodem promieniotwórczym[7]

### Stany Zjednoczone
- choroba Gravesa-Basedowa z nadczynnością tarczycy lub wole guzkowe nadczynne w przypadkach kiedy nie można zastosować leczenia chirurgicznego lub jodem promieniotwórczym[8]
- łagodzenie objawów nadczynności tarczycy w okresie przygotowania do leczenia chirurgicznego lub jodem promieniotwórczym[8]

Tiamazol znajduje się na wzorcowej liście podstawowych leków Światowej Organizacji Zdrowia (WHO Model Lists of Essential Medicines) (2019).
Tiamazol jest dopuszczony do obrotu w Polsce (2020).

## Działania niepożądane
Tiamazol może powodować następujące działania niepożądane u ponad 10% pacjentów: świąd, wysypka, pokrzywka (zwykle o łagodnym przebiegu i samoistnie ustępujące), natomiast u ponad 1% pacjentów może występować artralgia.